# Casa-Museu Salvador Dalí
La Casa-Museo Salvador Dalí è una piccola casa di pescatori a Port Lligat, nella quale Salvador Dalí visse e lavorò abitualmente dal 1930 fino alla morte di Gala nel 1982, quando si trasferì al castello di Púbol, dove venne seppellita la stessa Gala.